# 流体粒子
流体粒子（りゅうたいりゅうし、英: fluid particle）とは連続体力学の枠組みの範囲で無限小で流れに乗って移動しても他の流体粒子との区別は保たれるような流体の塊（fluid parcel）を意味する流体力学の概念である。移動する間、流体粒子の質量は一定に保たれるが、圧縮性流体においては体積は変化し得るし、流れによる変形で流体粒子の形も変化する。なお、非圧縮性流体では流体粒子の体積も一定である（定積流れ）。
数学上、この概念はラグランジュ座標系での流体の動きの記述、運動学や力学に密接に関連している。ラグランジュ座標系では流体粒子はラベル付けされ始終追跡される。しかし、オイラー座標系においても流体粒子の考えは、例えば、物質微分や流線、流跡線、流脈線を定義するときや、ストークスドリフトを決定するときに有利である。
連続体力学において、流体粒子は原子・分子などの微粒子とは異なる概念であり、区別しなければいけない。現実の流体における流体粒子の速度や諸量は平均化されたものであるが、これらは微粒子の平均自由行程よりは十分大きく、しかし考えている流れの特徴的な長さスケールよりは小さい長さスケールで、平均化されたものである。これが成り立つためには連続体モデルを採用する前提であるクヌーセン数が小さいことが必要である。なお、流体粒子は隣り合わせの粒子との区別が理論上可能だが、現実の流体においては流体粒子は常に同じ微粒子から構成されるわけではないので厳密には区別可能でない。分子拡散によりゆっくりと流体粒子の物理量は他の領域へと拡散する。
気体の流れにおいて対応する用語は空気塊（air parcel）である。流体粒子の別名は流体の物質要素（material element）である。これに対応して、常に同じ物質要素で構成されつつ流れに乗って移動する物質線要素（material line）および物質面要素（material surface）という概念も導入される。更に流体粒子には流体要素（fluid element）という別名もある。